# Jequitinhonha (rzeka)
Jequitinhonha (port. Rio Jequitinhonha) – rzeka we wschodniej Brazylii, w stanach Minas Gerais i Bahia. Jej długość wynosi 800 km, a powierzchnia dorzecza – 73 tys. km².
Jej źródła znajdują się w paśmie Serra do Espinhaço na Wyżynie Brazylijskiej, niedaleko miast Serro i Diamantina. Płynie w kierunku wschodnim i uchodzi do Oceanu Atlantyckiego w okolicach miasta Belmonte. W jej biegu znajdują się liczne wodospady i bystrza. Rzeka jest żeglowna w dolnym biegu.
Ważniejsze miasta nad rzeką Jequitinhonha to (od źródeł w dół rzeki): Araçuaí (37,1 tys.), Itinga (14,1 tys.), Itaobim (21,9 tys.), Jequitinhonha (23,0 tys.), Almenara (36,4 tys.), Jacinto (12,0 tys.), Itapebi (11,2 tys.), Belmonte (18,5 tys.).